# Bahnhof Maastricht
Der Bahnhof Maastricht ist der Hauptbahnhof der niederländischen Stadt Maastricht. Er ist im Stadtteil Wyck an der östlichen Seite der Maas gelegen. Die Stadt verfügt über einen weiteren Bahnhof, den Bahnhof Maastricht Randwyck im Südosten der Stadt. Maastricht liegt an der für die Region bedeutenden Bahnstrecke Lüttich–Maastricht.

## Betrieb und Verkehr
In Maastricht verkehren Züge von zwei Verkehrsunternehmen: Nederlandse Spoorwegen und Arriva Nederland.

## Streckenverbindungen
Stand: 30. Juni 2024
| Linie   | Linienverlauf | Takt                                      | Betreiber        |
| ------- | --- | ----------------------------------------- | ---------------- |
| IC 800  | Intercity: Maastricht – Sittard – Roermond – Eindhoven Centraal – ’s-Hertogenbosch – Utrecht Centraal – Amsterdam Centraal – Alkmaar (– Schagen – Den Helder)                                                                       | 30 min                                    | NS               |
| IC 2900 | Intercity: Enkhuizen – Hoorn – Amsterdam Centraal – Utrecht Centraal – ’s-Hertogenbosch – Eindhoven – Roermond – Maastricht | 30 min                                    | NS               |
| RE 18   | LIMAX: Aachen Hbf – Aachen West – Herzogenrath – Eygelshoven Markt – Landgraaf – Heerlen – Valkenburg – Meerssen – Maastricht – Maastricht Randwyck – Eijsden – Visé – Bressoux – Liège-Guillemins Stand: Fahrplanwechsel Juni 2024 | 30 min 60 min Maastricht–Liège-Guillemins | Arriva Nederland |
| RS12    | Stoptrein: Maastricht Randwyck – Maastricht – Bunde – Beek-Elsloo – Geleen-Lutterade – Sittard – Susteren – Echt – Roermond | 30 min                                    | Arriva Nederland |
| RS18    | Stoptrein: Maastricht Randwyck – Maastricht – Meerssen – Houthem-St.Gerlach – Valkenburg – Schin op Geul – Klimmen-Ransdaal – Voerendaal – Heerlen-Woonboulevard – Heerlen                                                          | 30 min                                    | Arriva Nederland |

## Busverkehr
An der Westseite des Bahnhofs, befindet sich der Busbahnhof. Dieser besteht aus zwei Inselbussteigen, einer für den städtischen Busverkehr und der andere für den regionalen Busverkehr. Auch fahren hier Busse über die Grenze nach Belgien und Deutschland.
| Linie | Betreiber | Verlauf |
| ----- | --------- | --- |
| 350   | Arriva    | Limburgliner: Aachen Bushof – Elisenbrunnen – (Theater ← Aachen Hbf ←) Schanz (D) – Vaals (NL) – Lemiers – Gulpen – Margraten – Cadier en Keer – Maastricht (AVV-Tarif gilt nur zwischen Aachen und Vaals Busstation) |

## Bilder

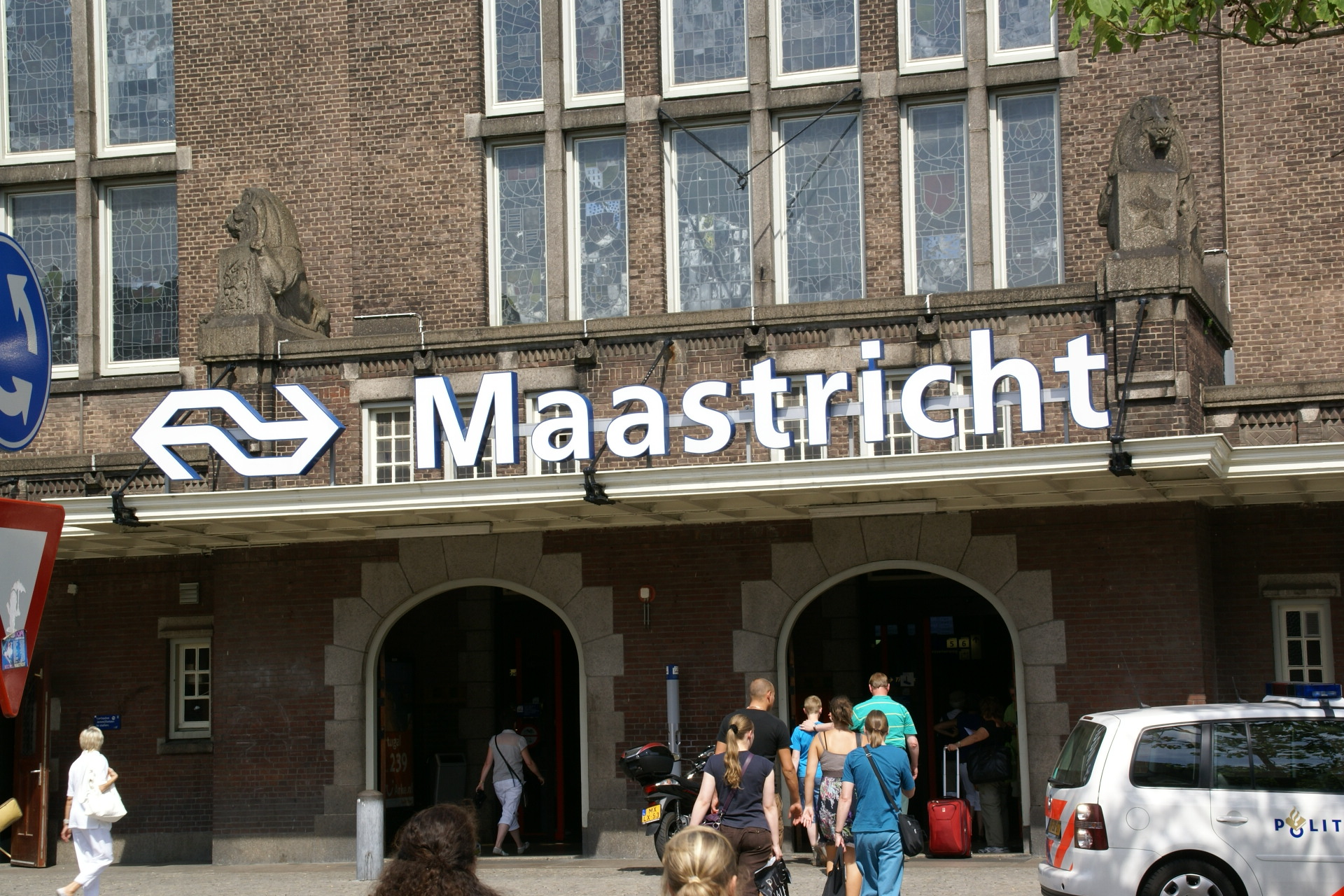
Eingang Bahnhof Maastricht
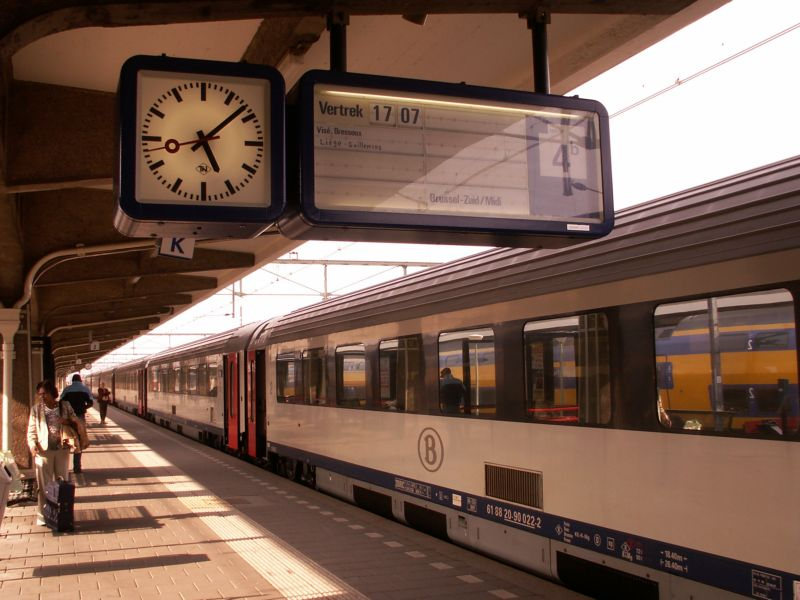
IC 5300 in Maastricht Richtung Lüttich
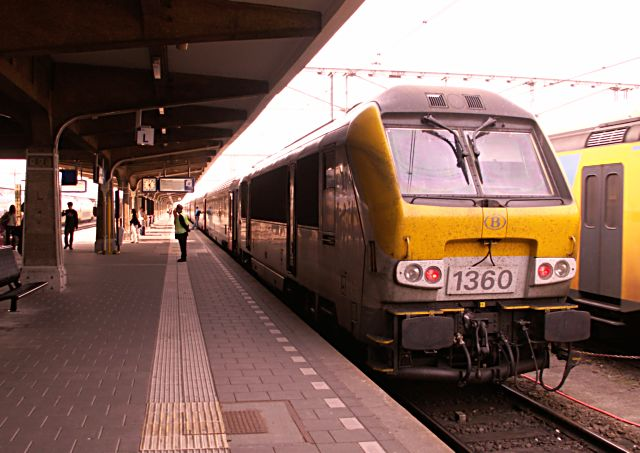
Reihe 13 vor IC 5300
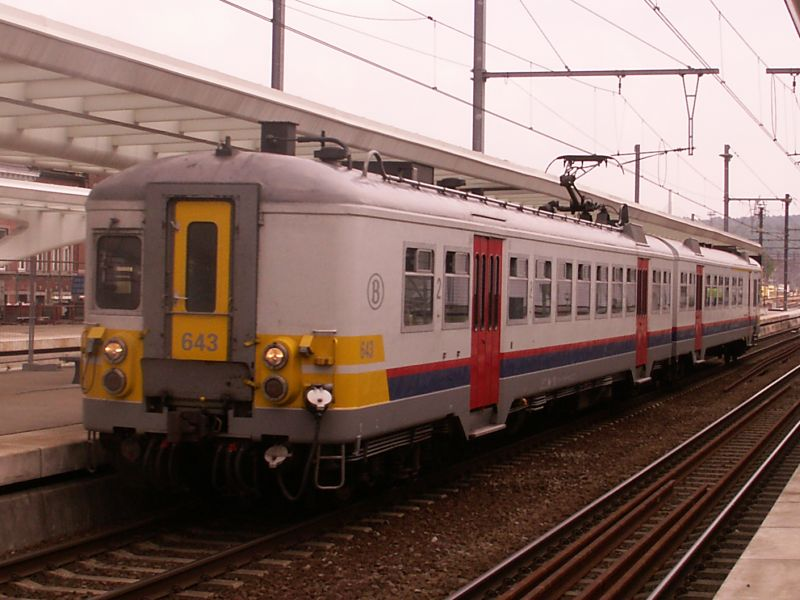
S43 S-Bahn Lüttich